# Ichthyophis chaloensis
Espèce
Ichthyophis chaloensis est une espèce de gymnophiones de la famille des Ichthyophiidae.

## Répartition
Cette espèce est endémique de la province de Quảng Bình au Viêt Nam. Elle se rencontre dans le parc national de Phong Nha-Kẻ Bàng.

## Étymologie
Son nom d'espèce, composé de chalo et du suffixe latin -ensis, « qui vit dans, qui habite », lui a été donné en référence au lieu de sa découverte, Cha Lo.

## Publication originale
- Geissler, Poyarkov, Grismer, Nguyen, An, Neang, Kupfer, Ziegler, Böhme & Müller, 2015 : New Ichthyophis species from Indochina (Gymnophiona, Ichthyophiidae): 1. The unstriped forms with descriptions of three new species and the redescriptions of I. acuminatus Taylor, 1960, I. youngorum Taylor, 1960 and I. laosensis Taylor, 1969. Organisms, Diversity, and Evolution, vol. 15, p. 143–174.